# 무죄추정 (드라마)
《무죄추정》(영어: Presumed Innocent)은 애플 TV+에서 2024년 6월부터 방영된 미국의 법률 스릴러 드라마이다.